# François Boursier
Pour l’article ayant un titre homophone, voir François Bourcier.
L'abbé François Boursier, né le 18 septembre 1878 à Saint-Laurent-du-Pont, et fusillé à Saint-Genis-Laval le 20 août 1944, est un prêtre catholique, musicien et résistant français.

## Biographie
François Louis Zozime Boursier naît dans une famille d'agriculteurs dauphinois. Après des études au petit séminaire de La Côte-Saint-André puis au séminaire de Grenoble, il est ordonné prêtre et nommé vicaire à Dolomieu. Mobilisé pendant la Première Guerre mondiale, il est ensuite nommé vicaire à Villeurbanne. Il y développe les activités paroissiales et obtient l'accord du maire Lazare Goujon et de l'évêque de Grenoble pour la construction d'une nouvelle église, sous le vocable de Sainte Thérèse-de-l'Enfant-Jésus, qui est consacrée le 17 mai 1931 par Monseigneur Caillot. Amateur de musique et organiste, il est également l'un des fondateurs, avec Jean Bouvard, Marcel Péhu et Adrien Rougier, de la Société des amis de l'orgue à Lyon. Par ailleurs, originaire du Dauphiné et ami des Chartreux, il est un militant de leur cause en vue de leur réinstallation à la Grande Chartreuse de Voiron
Pendant la guerre de 1939-1945 il s'oppose publiquement à la politique du maréchal Pétain et ne peut accepter la capitulation. Il entre en Résistance. Dès 1941 et jusqu'en août 1943, sous la direction de Georges Bidault, qui en est le rédacteur en chef, il accepte d'héberger dans une salle de la paroisse sainte Thérèse de l'Enfant-Jésus de Villeurbanne, dont il est le curé fondateur, l'imprimerie du Bulletin de la France Combattante, bulletin qui a pour but de « rassembler, publier et distribuer » toutes les informations nécessaires à la presse de la Résistance et en particulier au journal Combat.
Du 15 décembre 1942 au 30 octobre 1943, il est affilié au réseau Jove, héberge des résistants et abrite des Juifs dans sa cure.
Du 30 octobre 1943 à sa mort, il intègre la Section Atterrissage Parachutage (SAP) sous la direction du colonel Rivière. Dans les orgues construits par le facteur Ruche, il cache des armes destinées à la Résistance,. Le 16 juin 1944, il est arrêté par des miliciens et incarcéré à la prison Montluc où il sera torturé à plusieurs reprises. Dans sa dernière lettre destinée à l'évêque de Grenoble il écrit : « Ils m'ont flagellé jusqu'au sang, ils m'ont plongé huit fois dans la baignoire... La victoire s'achète par la souffrance et par la mort ». On l'appelait le « Curé de Montluc ».
Le 20 août 1944, il est conduit au fort de Côte-Lorette à Saint-Genis-Laval où il est fusillé avec d'autres résistants, dont l'abbé François Larue, et son corps brûlé. Le 23 août 1944, le cardinal Gerlier célèbre des funérailles solennelles pour les résistants tués et prononce l'éloge funèbre du chanoine Boursier trois jours plus tard en l'église paroissiale de Villeurbanne .

### Après sa mort
Il obtiendra immédiatement une reconnaissance nationale tant civile que religieuse.
Le 28 octobre 1944, la municipalité communiste de Villeurbanne, par une délibération du Conseil municipal, donnera à la place du Marché du nouveau centre le nom de Place-Chanoine-Boursier.

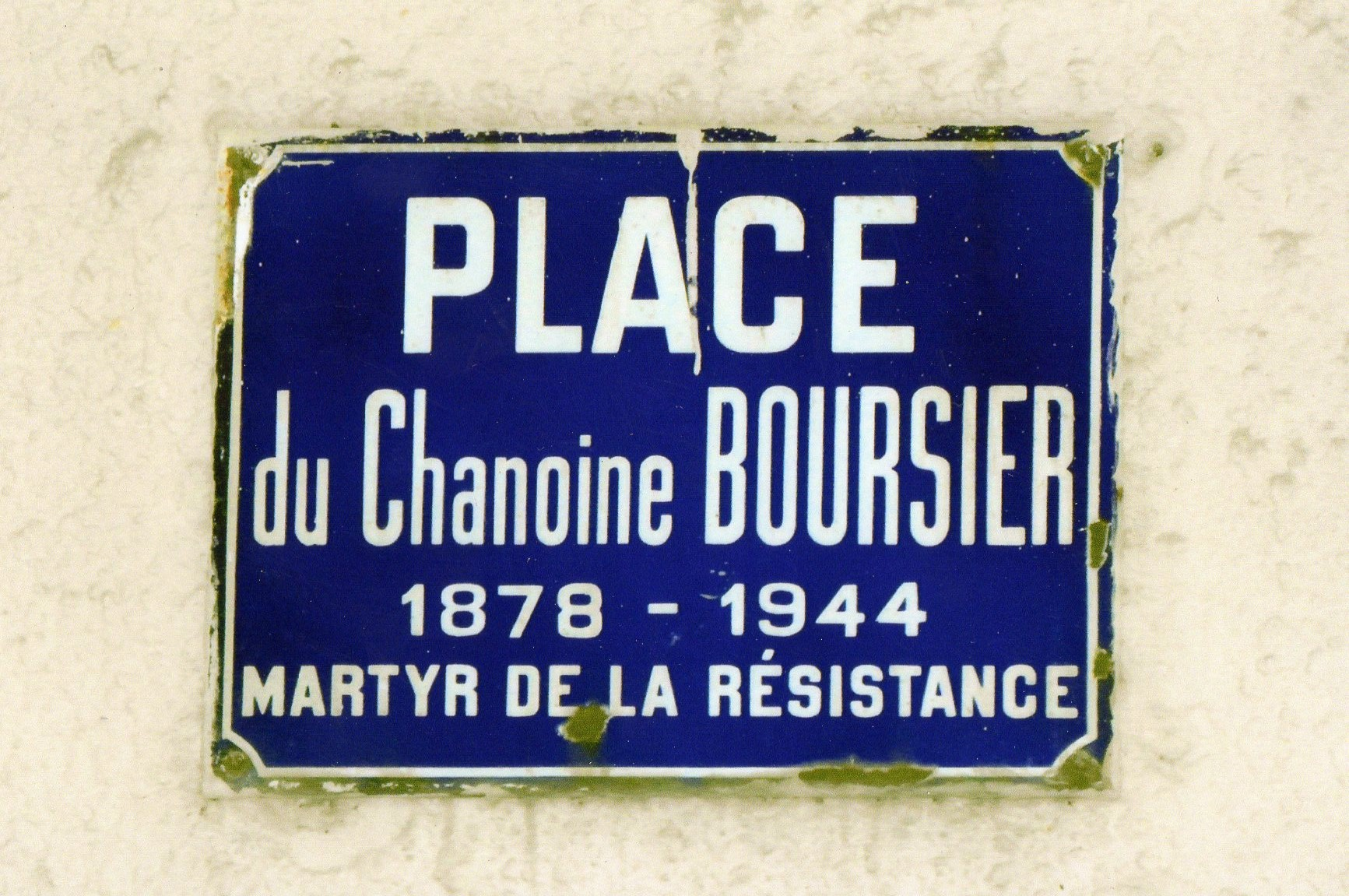
Plaque de rue Chanoine Boursier

Le 17 juin 1945, un monument en son honneur est érigé dans l'église de Villeurbanne.
Par décret du 27 juillet 1946 il est promu dans l'ordre National de la Légion d'Honneur au grade de Chevalier à titre posthume.
En 1948, par une lettre de l'ambassade du Royaume-Uni, la famille Boursier apprend que le nom du Chanoine François Boursier, par ordre du Roi, est inscrit dans les archives royales d'Angleterre le 19 janvier 1948, avec attribution de la « feuille de laurier d'argent »
En 2014, l'ensemble paroissial formé par la réunion de la paroisse Sainte-Thérèse-de-l'Enfant-Jésus et de Granclément prend le nom d'ensemble paroissial Chanoine Boursier, bien qu'il soit d'usage de ne donner aux ensembles paroissiaux que le nom de figures déjà saintes ou bienheureuses, après une consultation des paroissiens conclue par un plébiscite massif en faveur du chanoine. L'ensemble paroissial est ainsi doublement marqué par le souvenir de l'Occupation et de la Résistance puisque le quartier de Grandclément a pour sa part vécu la rafle des Villeurbannais ou "rafle du 1er mars" (1943).

### Requête en béatification
Au début de l'année 2018, à la suite d'une longue réflexion de l’Église locale, le cardinal Philippe Barbarin, archevêque de Lyon, au nom du diocèse, reconnaissant sa mort en martyr pour sa foi, a décidé d'ouvrir une requête en béatification au sujet du chanoine Boursier. Celle-ci a été confirmée par la Conférence plénière des Évêques de France qui s'est tenue à Lourdes le 8 novembre 2018, et définitivement mise en place par Rome avec la réception du « nihil obstat »  mi-mars 2019.